# Бунад

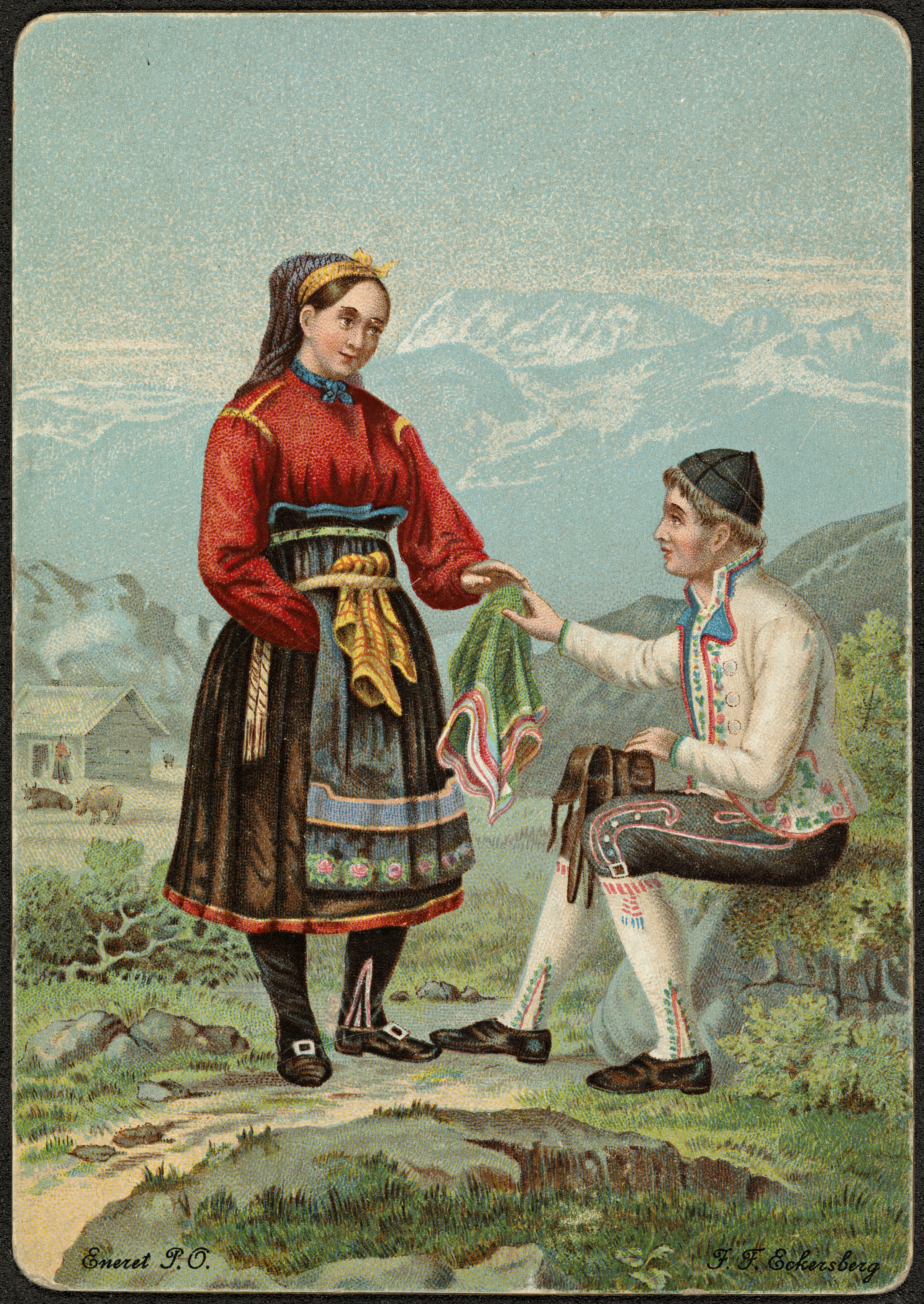
Національний норвезький одяг

Бунад (норв. Bunad) — національний жіночий та чоловічий одяг у Норвегії. Фасон та колір одягу відрізняється в залежності від місцевості, на території якої бунад був створений. У деяких джерелах національний костюм також називають «Бюнад».

## Історія

### Пізнє середньовіччя
У період середньовіччя, норвежці, які проживали у сільській місцевості, традиційно носили кофти (норв. kofte). Жінки одягали кофти, довжина яких сягала взуття. Довжина кофт у чоловіків була трішки нижче колін. Кофти оперізувались поясом. Одяг норвежців змінювався з плином часу під впливом моди у інших країнах Європи. До наших часів зберігся малюнок, зроблений у 1699 році, на якому зображена родина заможних селян. На чоловікові були одягнені широкі плісировані штани, які нагадують іспанську моду періоду Ренесансу, короткий каптан, чоботи з червоними підборами. Жінки були одягнені у довгі темні кофти, з-під яких виглядав білий урочистий одяг.

### XIX століття
До 1814 року Норвегія входила в Унію з Данським королівством, після того — зі Шведським королівством. В XIX столітті, коли Норвегія була частиною Швеції, країна отримала відносну самостійність, яка сприяла розвитку національної літератури, народного мистецтва, фольклору та танців. Разом з цим норвежці почали відтворювати і національний одяг.
До настання періоду пізнього середньовіччя у Норвегії зберігалось велике різноманіття форм та кольорів народного одягу. Кожна гірська провінція, яка була відділена від інших гірським хребтом, мала свій, відмінний від інших, одяг. З настанням періоду пізнього середньовіччя у Норвегії почав поширюватись костюм загальноєвропейського типу. Спочатку він поширився у приміські та прибережні райони, а потім у гірські долини. На півдні та південному заході Норвегії зустрічається багато різних видів національного одягу — бунаду, проте їх кількість значно зменшується у районах на захід від Тронгейму. На одяг в Гюдбрансдален (норв. Gudbransdalen) впливала французька мода, тоді як на одяг жителів Телемарк (норв. Telemark), Валдрес (норв. Valdres) і Халлінгдал (норв. Hallingdal) іноземний вплив не був відчутний. В цей час з розвитком руху за відродження норвезької давнини, почали з'являтись нові місцеві види сільського одягу.

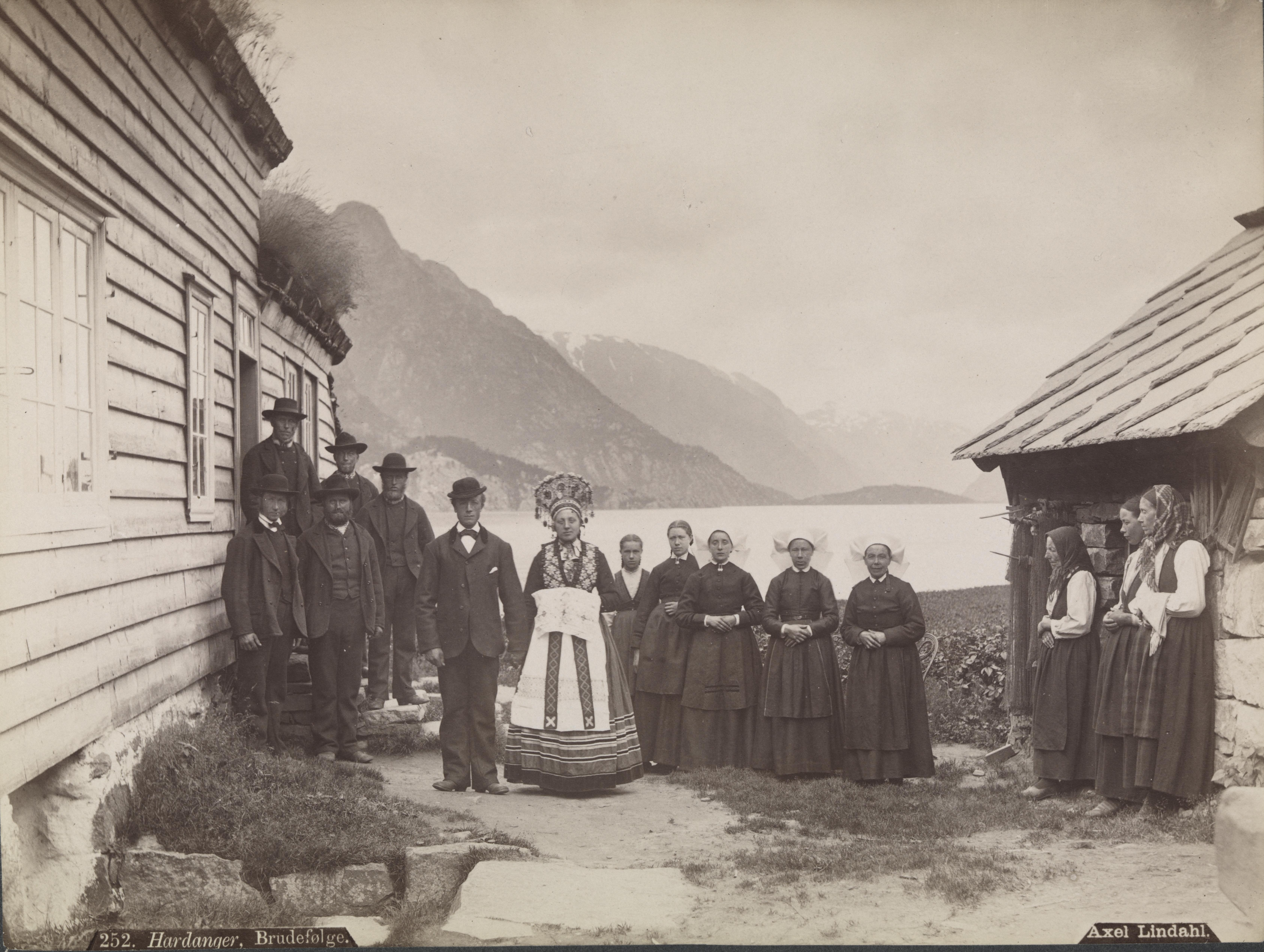
Норвежці у національному одязі у кінці XIX століття
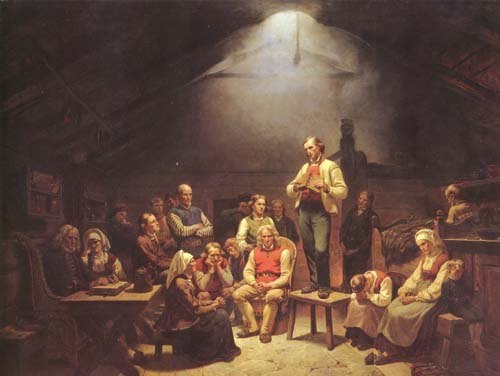
Так одягались норвежці у середині XIX століття
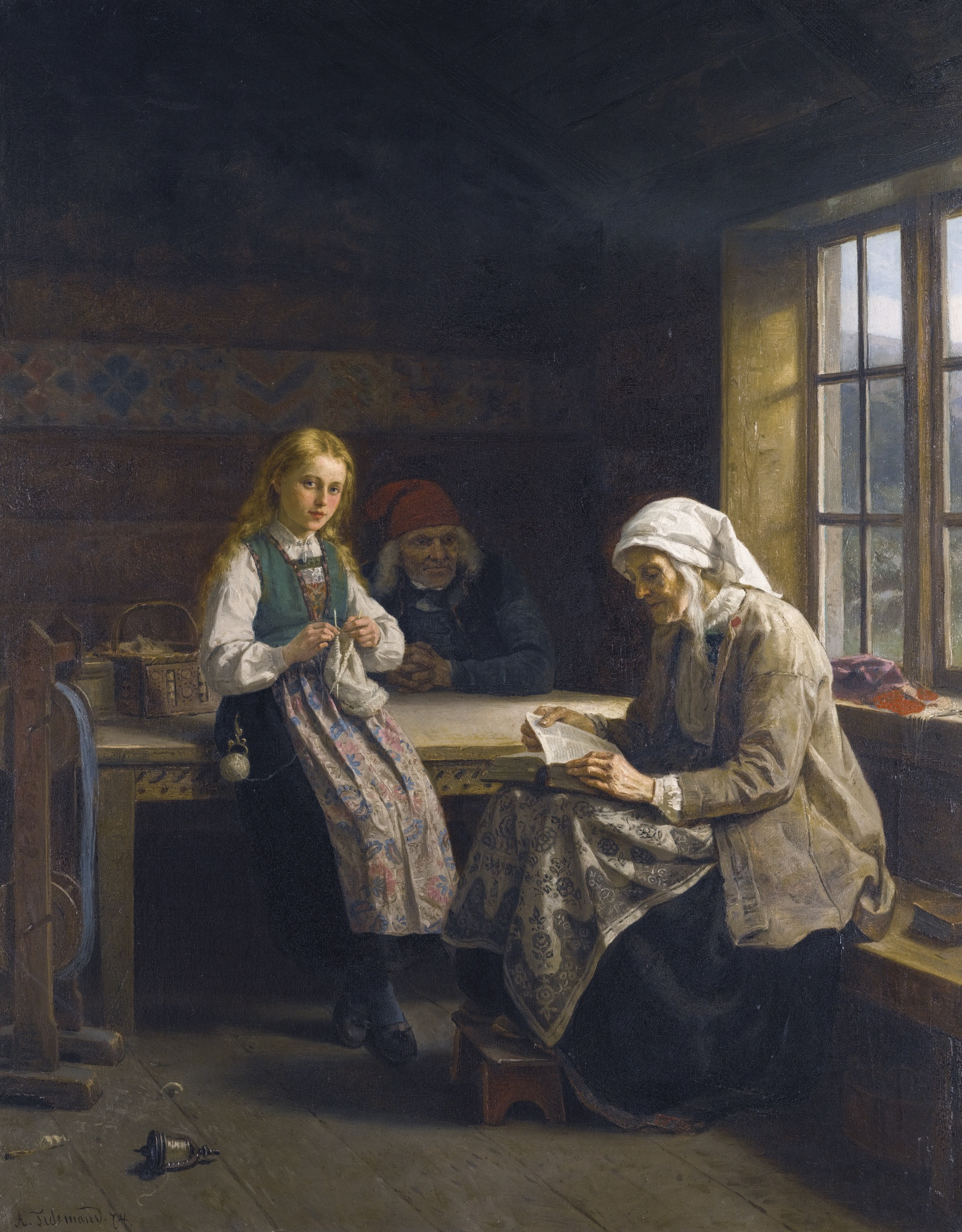
Норвежці у сімейному колі
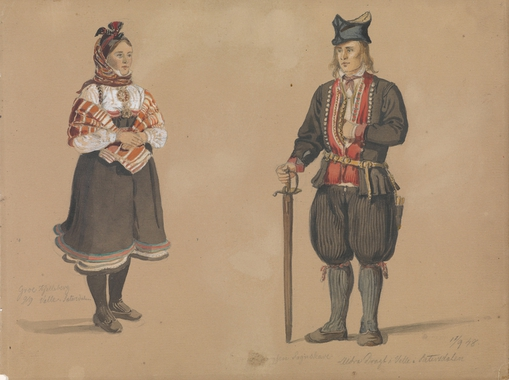
Малюнок аквареллю 1848 року
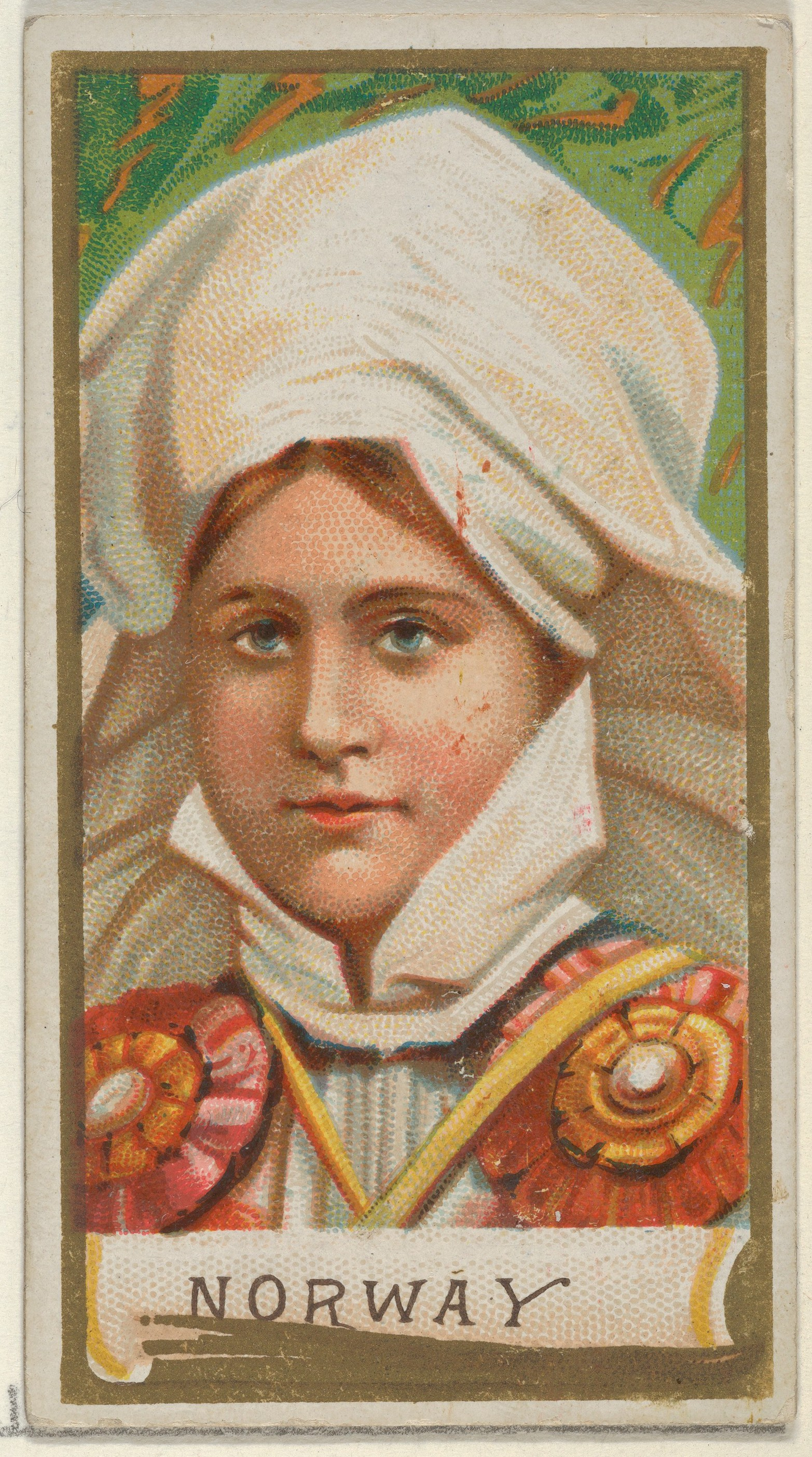
Малюнок, створений у 1889 рік
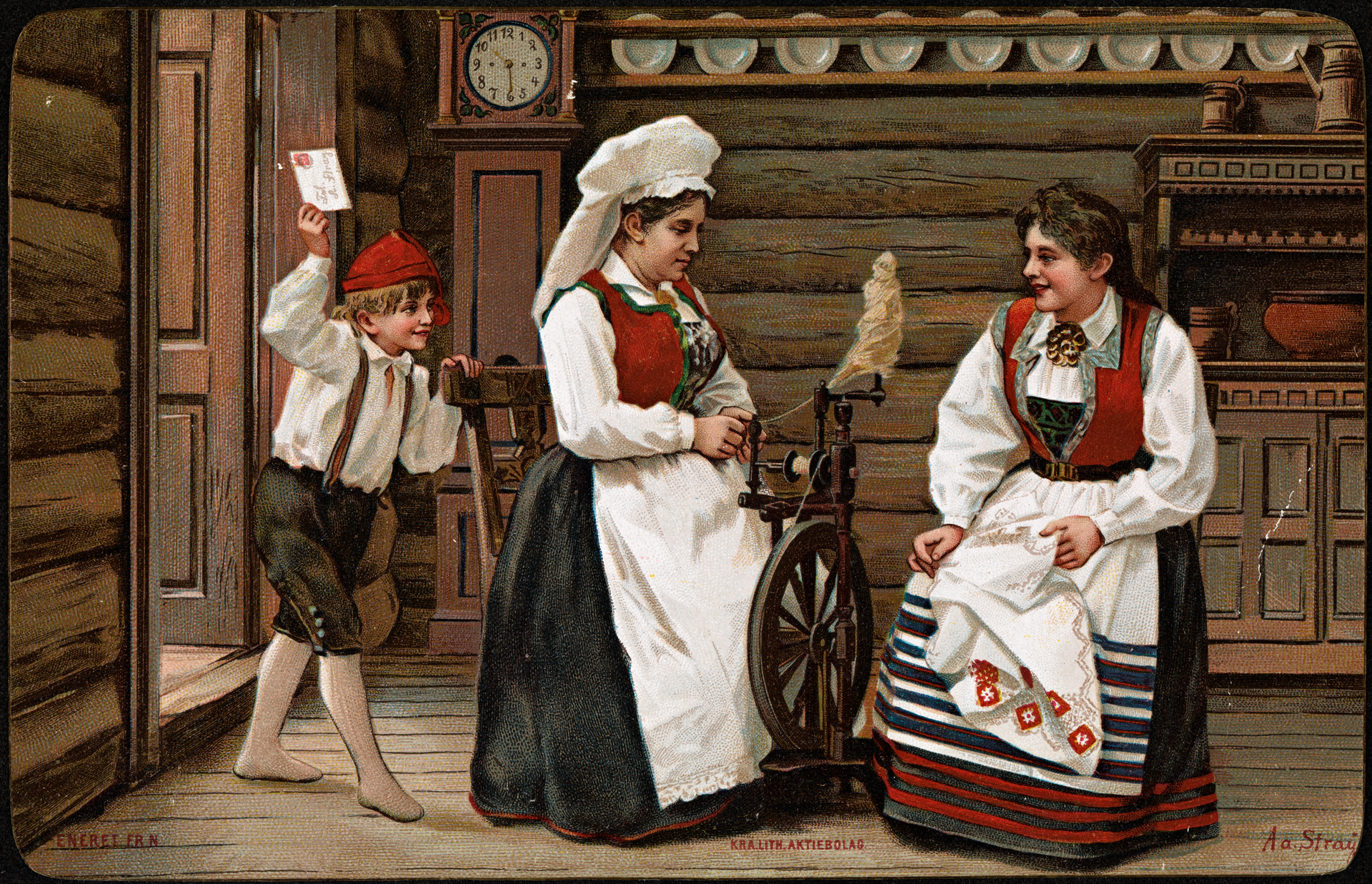
Національні костюми. 1894 рік

Одним з активістів відродження норвезького національного одягу стала Хюльда Гарборг (норв. Hulda Garborg), яка жила у 1862—1934 роках. Вона вважала, що національний костюм норвежців має бути інтегрованим у суспільство, а святковий традиційний костюм може стати культурним символом, таким же важливим, як норвезька мова, танці або фольклор. Населення активно підтримувало ідеї Хюльди Гарборг, яка здійснила певні нововведення у вигляді традиційного костюму, але і виступала за збереження різноманіття чоловічих та жіночих костюмів, які були характерні як для провінцій, так і для окремих місць. Разом з відродженням інтересу до бунаду, Хюльда Гарборг сприяла відродженню зацікавленості у танцях, які в ньому виконувались. В цьому її підтримував чоловік, відомий письменник Арне Гарборг (норв. Arne Garborg). Ескізи народних костюмів, які створила Хюльда Гарборг, пізніше публікувались у 1912—1920 роках в журналі «For Bygd og By».
Повністю відтворити зовнішній вигляд національного норвезького костюму допомагають зображення, створенні у минулих століттях. Так, в 1870-х роках адмірал Костянтин Миколайович Посьєт під час Північного походу на корветі «Варяг» почав збирати колекцію скандинавських зображень. Він побував на півночі Норвегії, містах Ісландії та Данії та зібрав колекцію з 30 зображень. На певній частині цих зображень — норвежці в національному одязі. В 1899 році, згідно заповіту Костянтина Посьєта, його колекція була передана до Музею антропології і етнографії імені Петра Великого Російської академії наук, де і зберігається зараз. Зображення норвезького національного одягу прослідковуються у роботах норвезьких митців. Художник Юханнес Флінто (норв. Johannes Flintoe), який жив у 1787—1870 роках і подорожував в період з 1819 по 1822 рік по області Валдрес, був у приході Ванг та провінції Оппланд, робив замальовки народних костюмів.

### XX століття
У XX столітті для норвежців є традиційним одягати свої національні костюми в період державних свят. Хоча національний одяг дещо змінився, але основні елементи костюмів в різних областях збереглись. Вчені, які досліджують розвиток традиційного одягу, в костюмах минулих століть виділяють елементи одягу вікінгів.

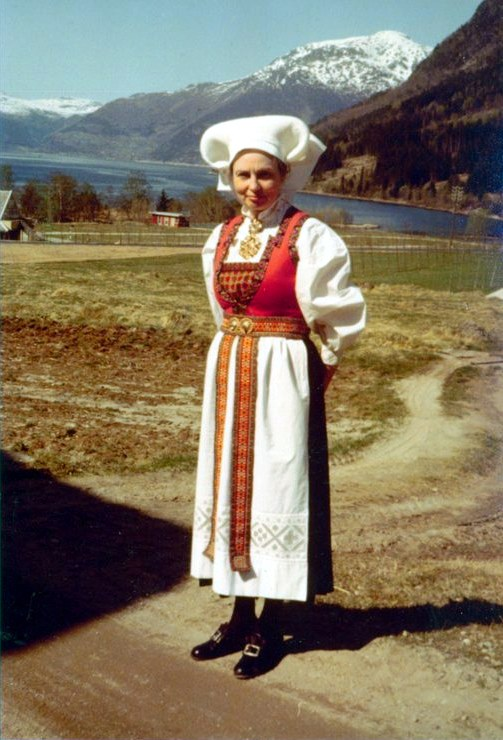
Бунад, який носила мешканка Норвегії у 1960-х роках поблизу Гардангер-фьорд
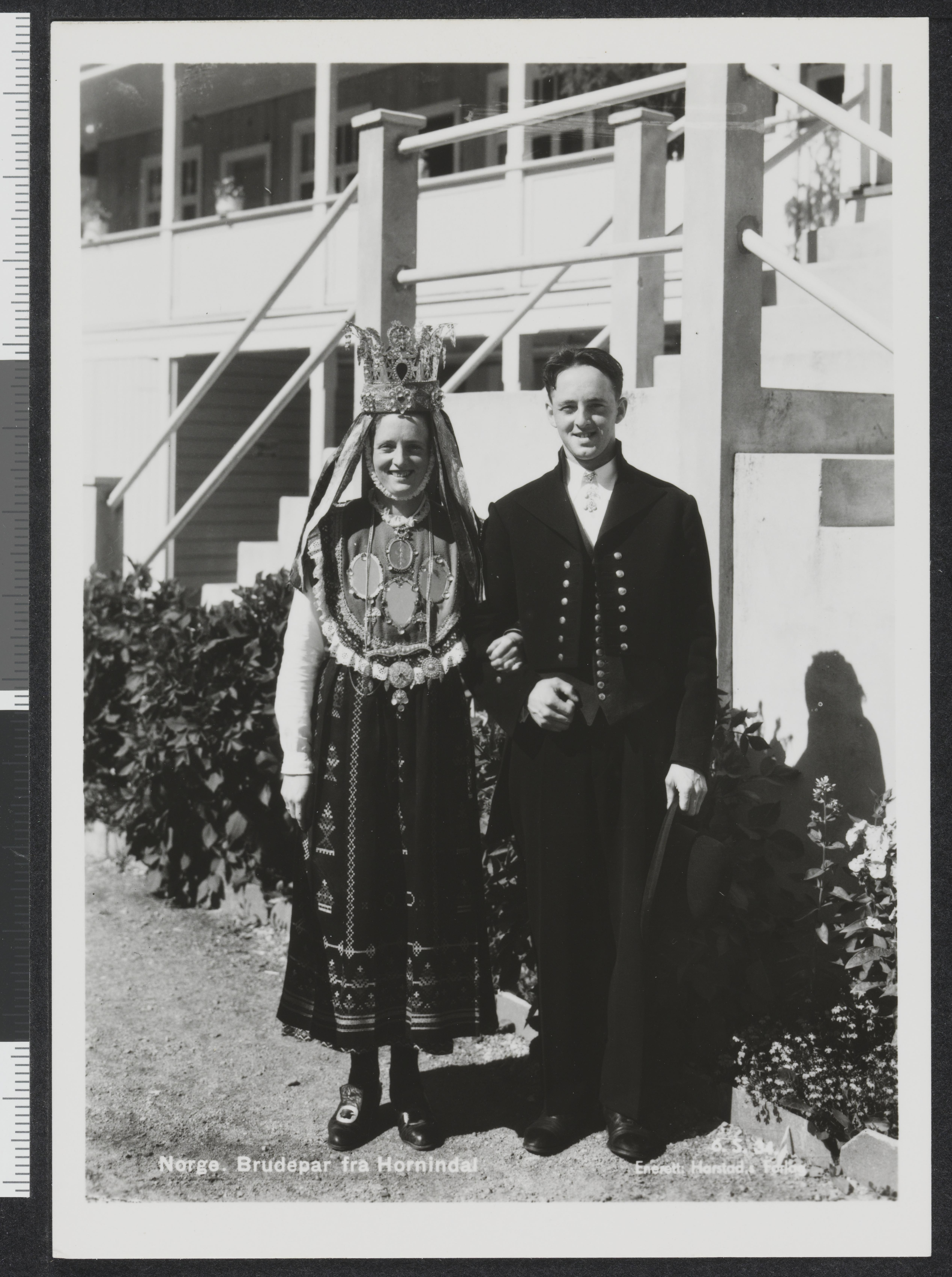
Наречені у традиційних костюмах
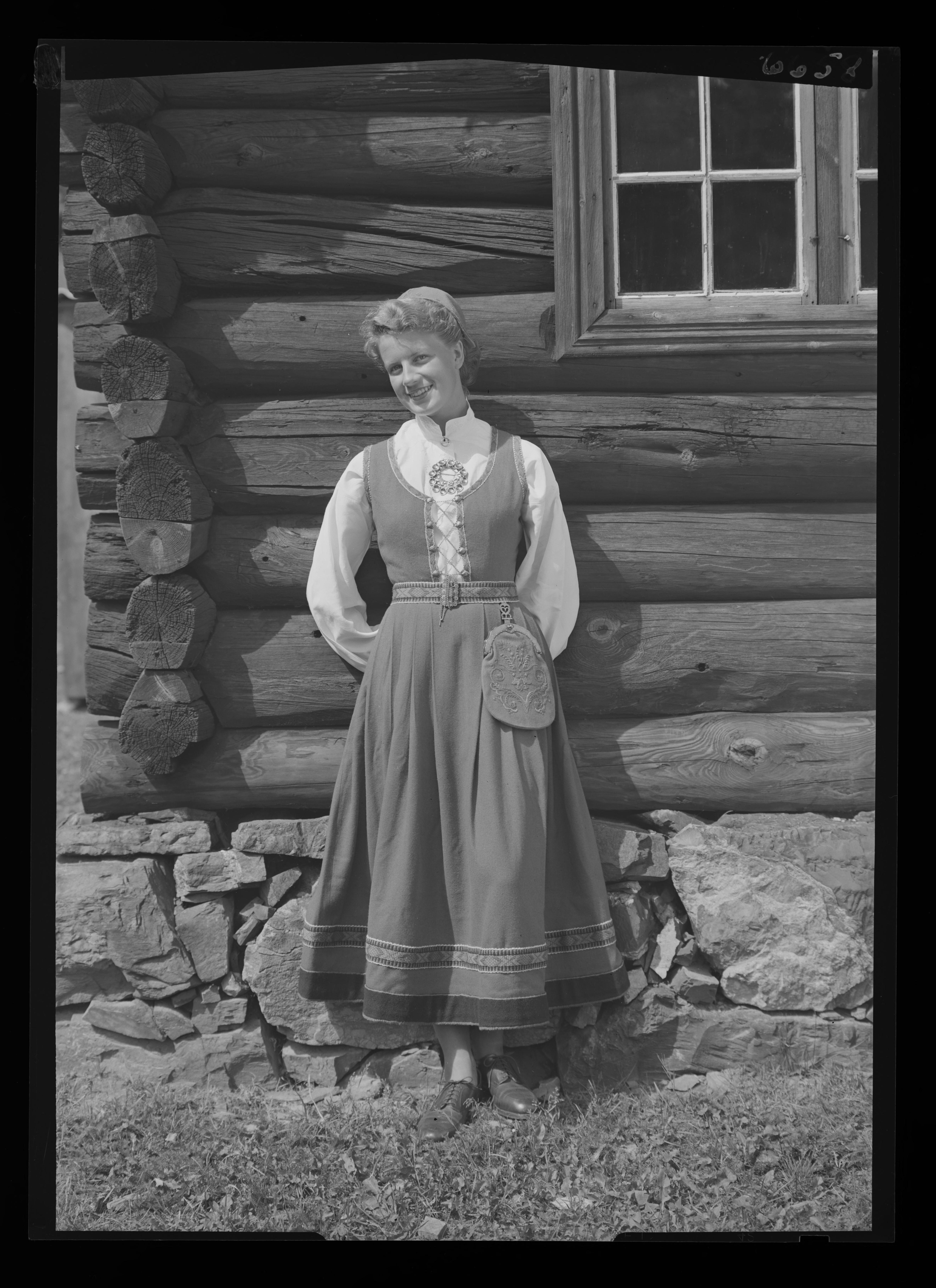
Фотографія кінця 1940-х років
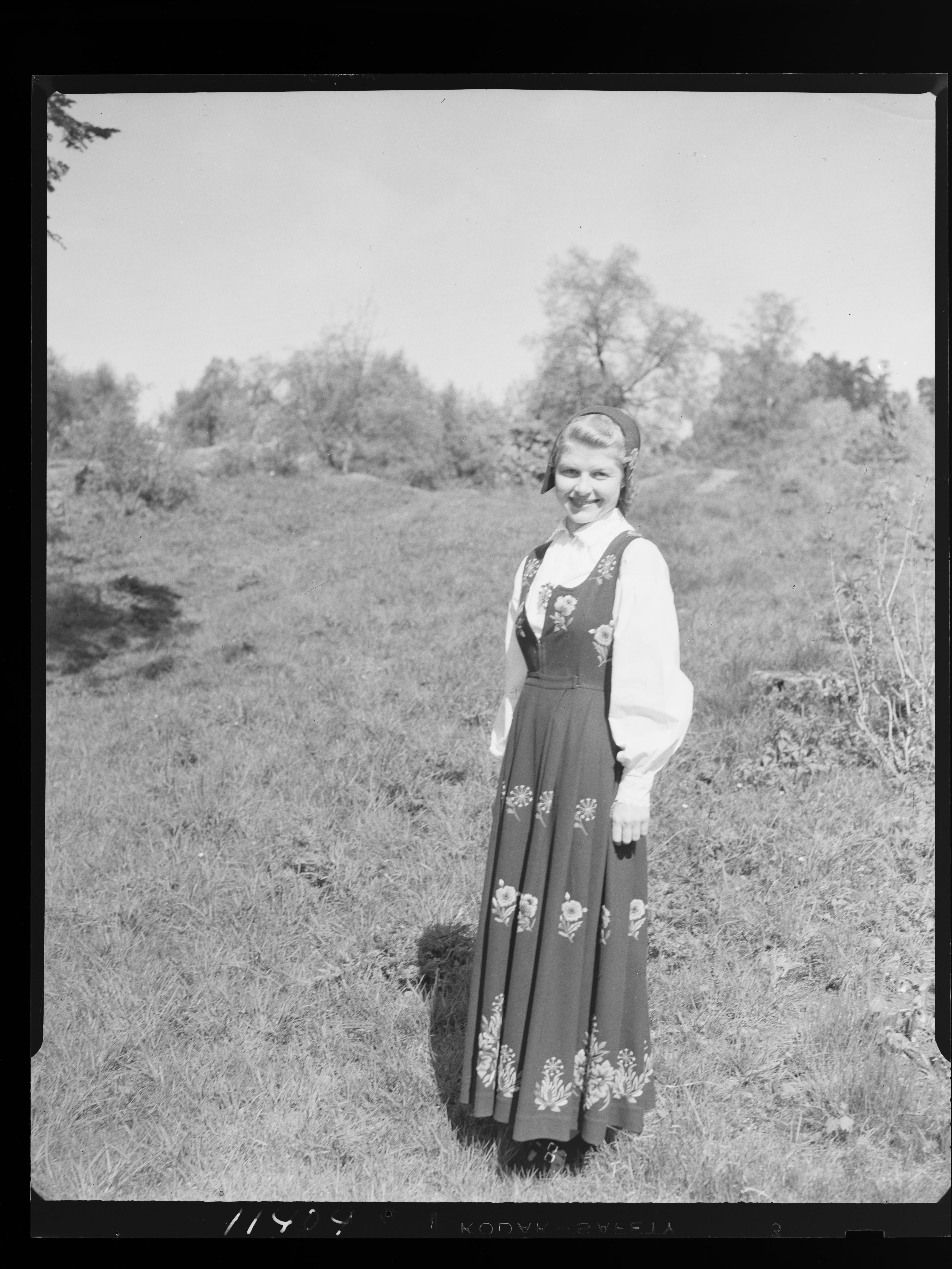
Травень 1952 року. Провінція Sør-Trøndelag
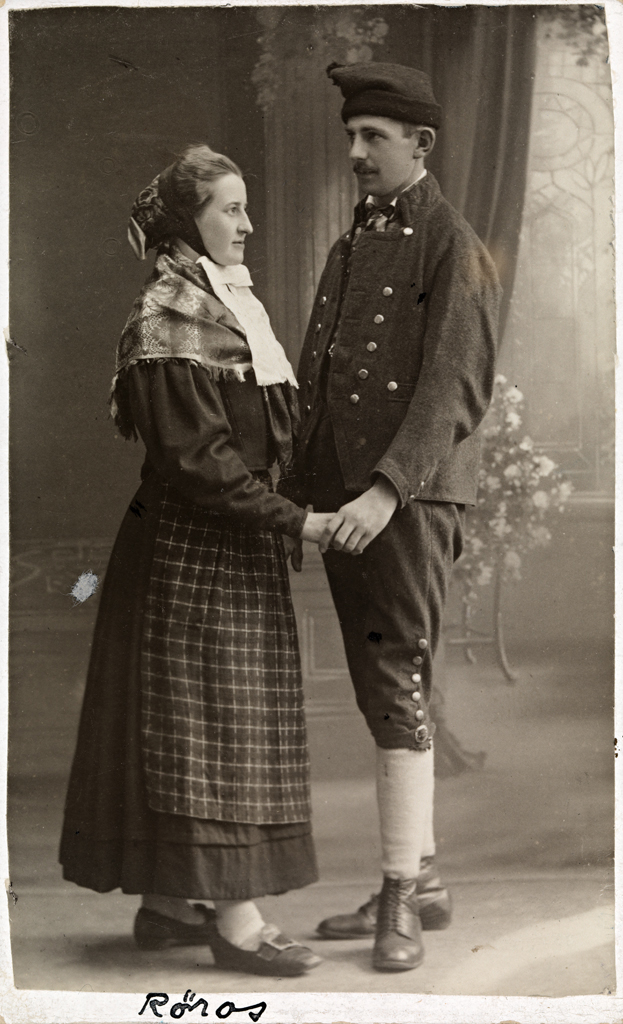
1 травня 1914 рік. Sør-Trøndelag
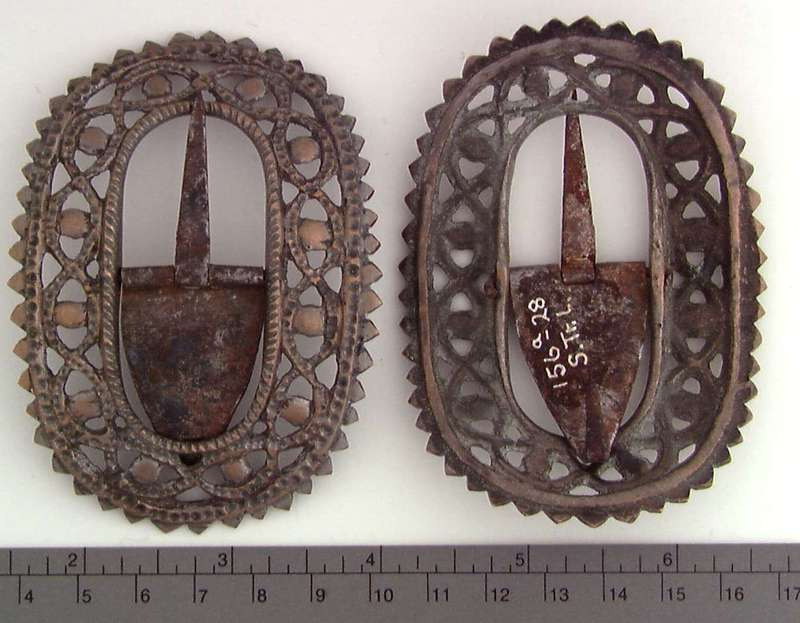
Елемент національного одягу норвежців

Традиційні костюми норвежців, їх фотографії та різні зображення, можна побачити у Норвезькому народному музеї в Осло.

### XXI століття
Роботу над збереженням та відтворенням норвезького костюму після Хюльди Гарборг продовжила Клара Семб, пізніше велику роботу над описом, дослідженням та вивченням історії національного одягу провела співробітниця Норвезького народного музею в Осло Огот Носс (норв. Aagot Noss). Існують думки, що національний костюм у Норвегії поділявся на народний одяг та бунад, який у перекладі означає святковий одяг. Проте Огот Носс, яка є спеціалістом з національного одягу Норвегії, вважає, що народний костюм був одягом, який традиційно використовували і у свята, і у звичайні дні. Проте найбільшу увагу норвежці приділяли одягу, в якому відвідували церкву. Жіночий одяг був більш традиційним, ніж чоловічий. В XXI столітті жінки одягають національний костюм під час свят.

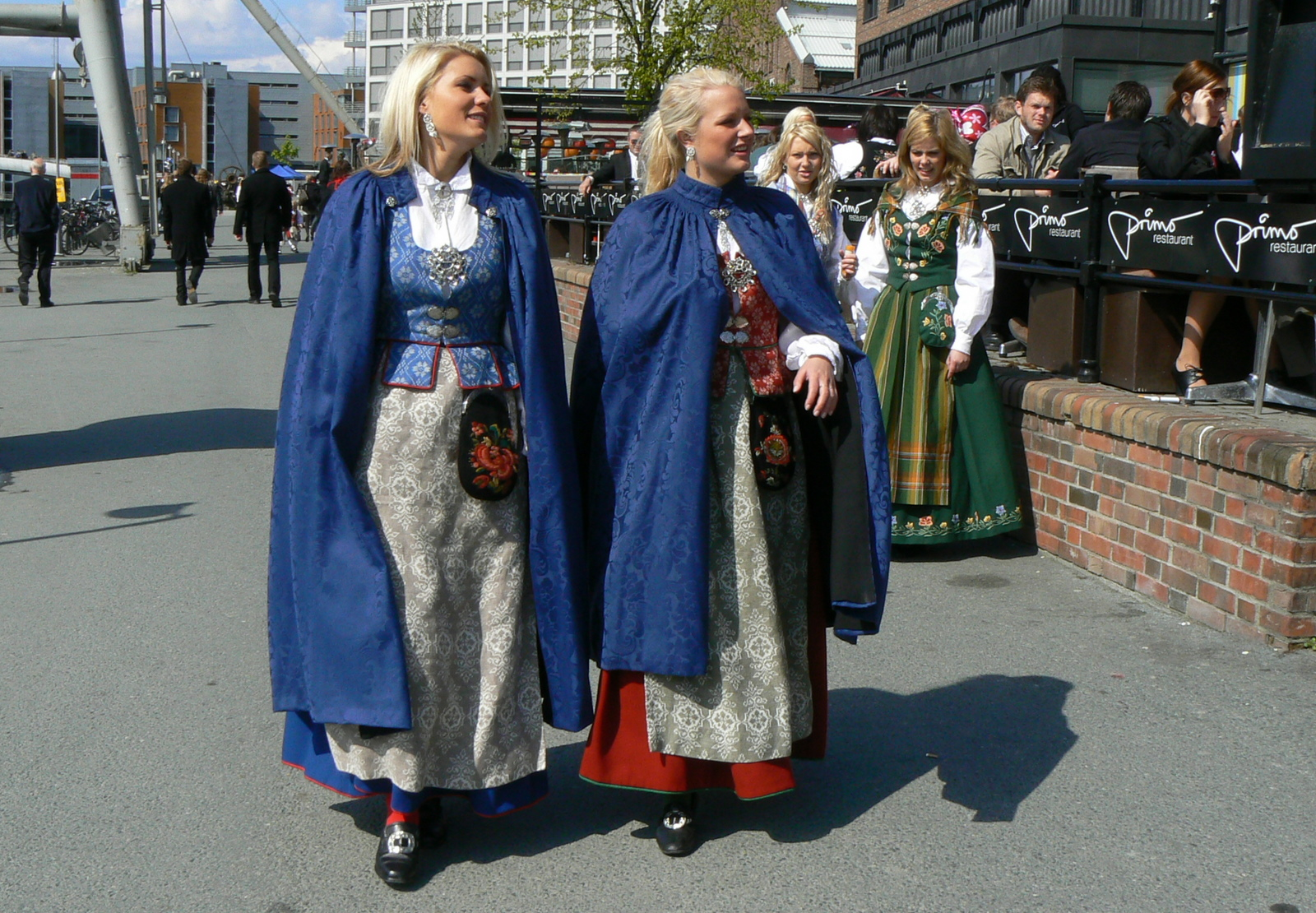
Норвежці святкують 17 травня
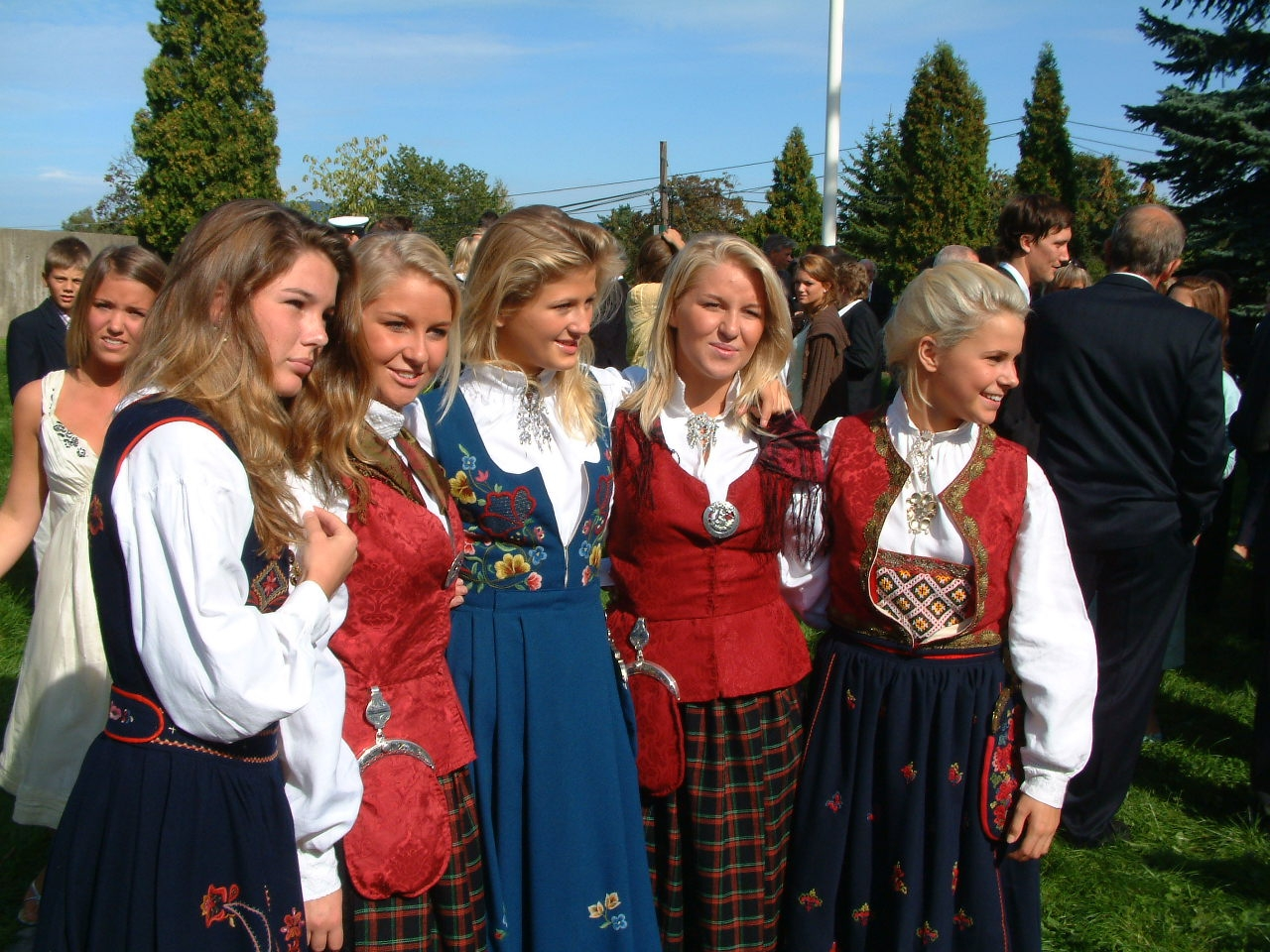
Бунад - популярний одяг серед молодих дівчат
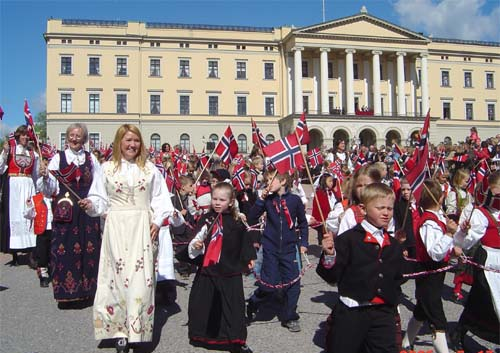
Норвежці традиційно одягають бунад 17 травня
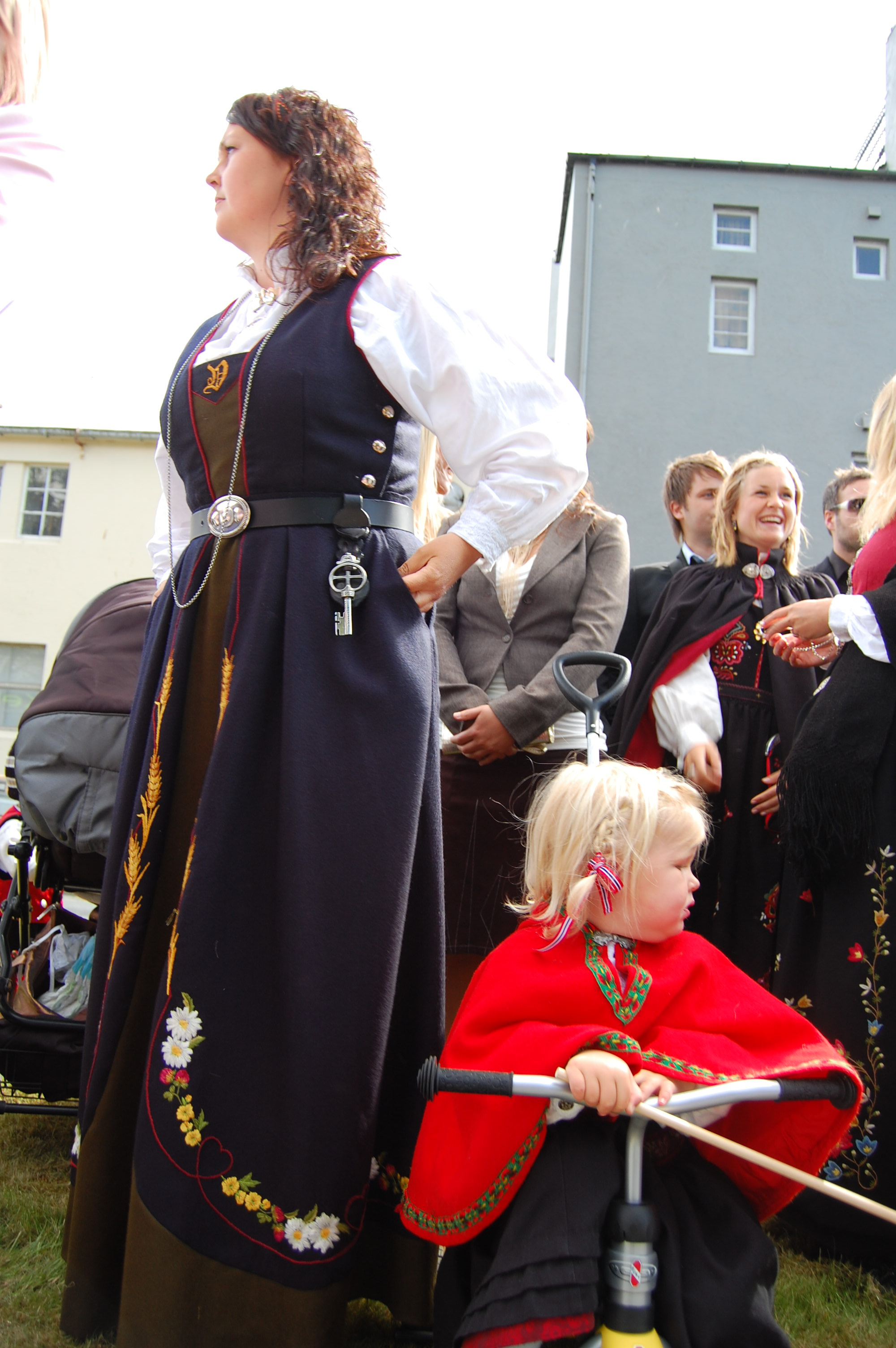
Національний костюм. 2018 рік
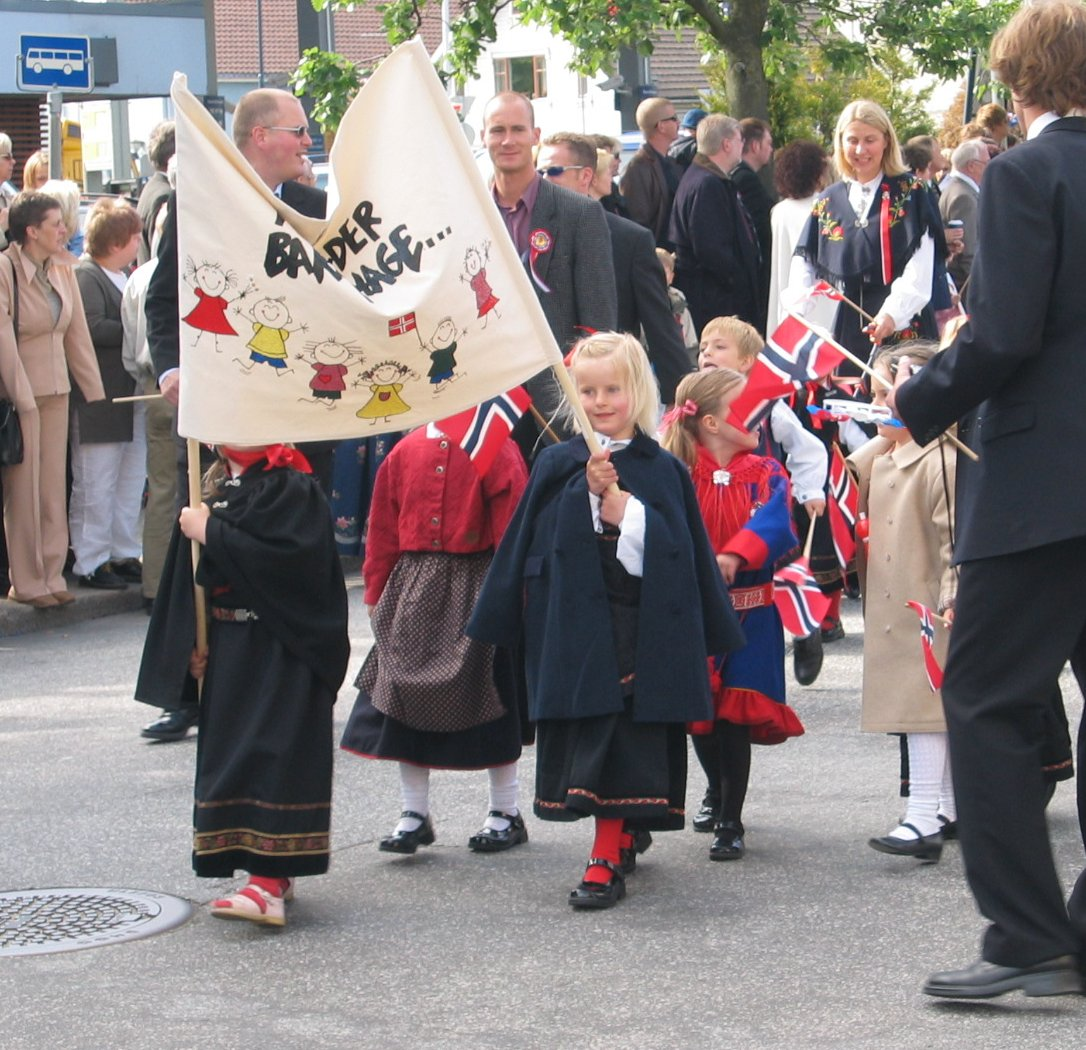
Діти також одягають традиційний одяг
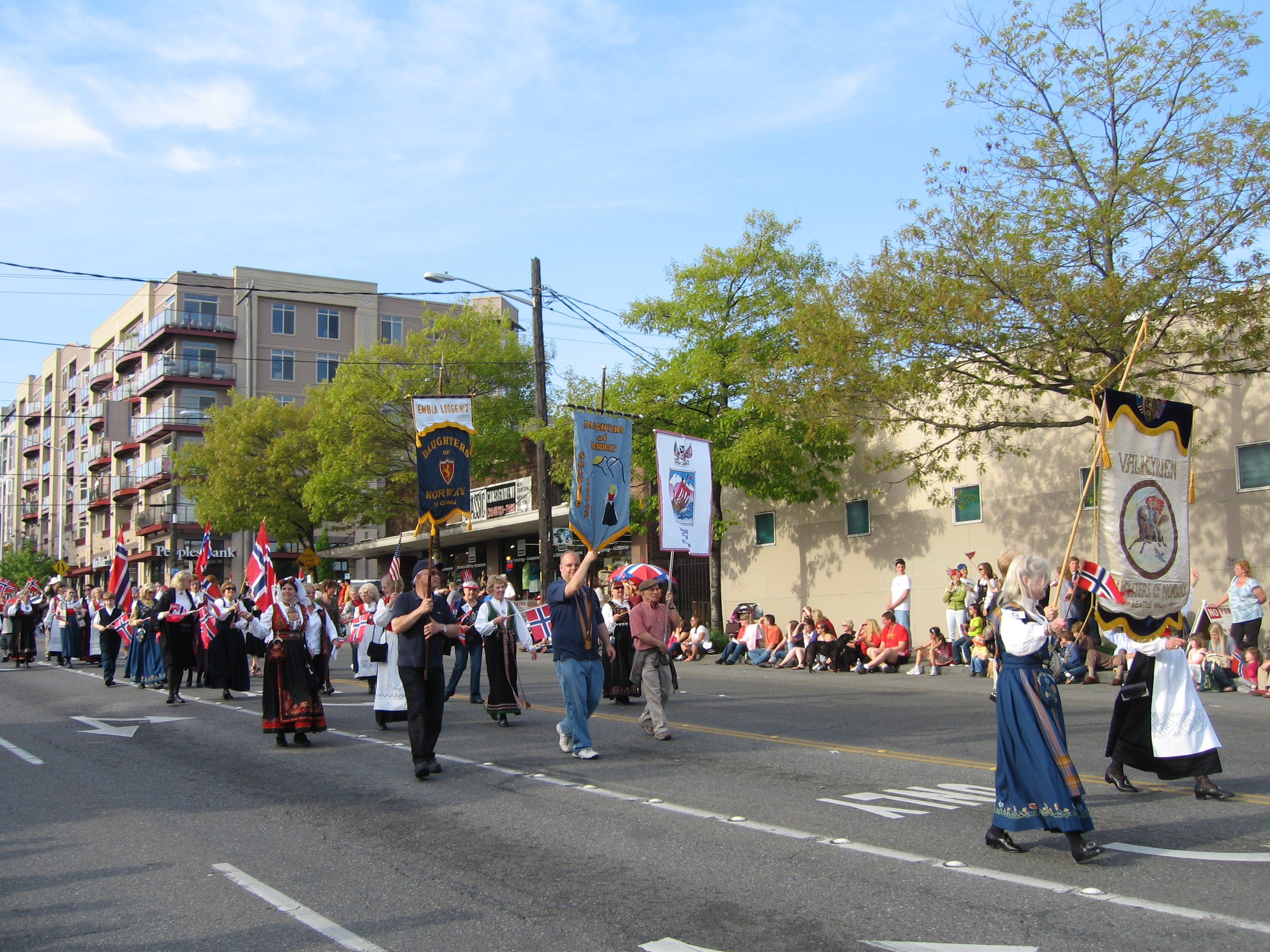
Норвезькі національні костюми

Норвежці одягають бунад на весілля, культурні заходи та фестивалі. 17 травня у Норвегії святкують День Конституції. У цей день тисячі людей одягають національні костюми та приїжджають в Осло з інших міст та країн для того, щоб взяти участь у традиційному параді.
В XXI столітті третина норвежців вважають необхідним мати національний одяг у своєму гардеробі, не зважаючи на його високу вартість, та одягати на національні свята. Виготовлення окремих бунадів може зайняти два чи три роки. Чим більша кількість застібок, ґудзиків та інших металевих елементів, тим більш престижним вважається і сам одяг. Історично велика кількість металевих елементів з'явилась через повір'я, згідно з яким срібні брошки відганяють злих духів.

## Опис
У норвежців існує більше трьохсот різновидів національного одягу. Сучасний одяг переважно складається з вовняних в'язаних виробів, які інколи оздобленні традиційним орнаментом.

### Жіночий костюм
Національний костюм норвежок має спільні риси з одягом жінок зі Швеції та Данії, проте в нього є і характерні відмінності.
У жінок національний одяг складався з однієї чи декількох спідниць, білої сорочки, ліфа, чорних вовняних панчіх та взуття з пряжками. В якості головного убору використовували чіпець або хустку. Під час низьких температур одягали шаль. Зараз дівчина починає носити бунад, коли їй виповнюється 15 років, а враховуючи вартість національного костюму, він їй служить не один рік.
У містечку Сетерсдаль, яке розташоване на півдні Норвегії, жінки одягали спідниці, які мали середню довжину, але були подвійними або потрійними. Їх прикрашали червоною чи зеленою каймою, для того, щоб спідниця приймала форму дзвону.
Норвезькі жінки прикрашали корсажі вишивкою. Популярним було зображення геометричних фігур, квіткових гірлянд та сніжинок. Жінки, які мешкали у Халлінгдалі і Сетерсдалі, носили коротку курточку-корсаж, яка ледве прикривала груди. В неї були довгі рукави. Корсаж був обшитий червоно-зеленою каймою. Замість ґудзиків використовувались дві срібні застібки з підвісками, які скріплялись ланцюжком. Довжина фартухів була коротша, ніж довжина спідниць. Вони також були прикрашені орнаментом. На території фюльке Телемарк фартухи шили з чорного оксамиту та надягали поверг чорної спідниці. У фюльке Хорделан, на заході країни, одягали біли фартухи, які були оздоблені білою вишивкою. У Трумсі найбільш поширеним орнаментом була клітинка.
Норвежки, які жили на західному узбережжі країни, носили маленькі вишиті шапочки-чепці, в яких були зав'язки, зроблені зі стрічок. На півночі у Трумсі чепці вишивали та прикрашали аплікаціями. На півдні в Телемарк і Сетерсдалі були поширені кольорові хустки.

### Чоловічий костюм
Національний одяг для чоловіків складався з білої сорочки з коміром, жилету, куртки, каптану, різнокольорової шийної хустки, штанів нижче лінії колін та взуття чорного кольору з застібками. Куртка та штани інколи оздоблювались квітковим орнаментом.
Святковий костюм у жителів фюльке Телемарк складався з білої короткої куртки з зеленими або чорними лацканами і срібними ґудзиками, чорних бриджів та червоного жилету. У Сетерсдалі чоловіки носили довгі штани з нагрудником на кшталт комбінезону, а також коротку курточку.
На півдні Норвегії та у долинних районах Гюдбрансдаля влітку чоловіки в якості святкового костюму одягали короткі штани, довжиною до колін, вовняні панчохи, червоні светри, товсті шкіряні черевики, які були оздоблені пряжками. На території гірських районів південно-західної Норвегії у період свят чоловіки одягали костюм, який нагадує своїм виглядом комбінезон. В нього довгі суконні штани, пояс яких значно вище талії, вгорі вони утримуються плічками.
Під комбінезон чоловіки одягали білизну, поверх нього — сорочку. Частіше всього сорочка була білого кольору з широкими рукавами та вузькими манжетами. Поверх сорочки та комбінезона одягали жакет з відкладним коміром та куртку світлих кольорів, оздоблену червоно-зеленим орнаментом.